# Tullu Moje
Tullu Moje är en vulkan i Etiopien. Den ligger i den centrala delen av landet, 110 km söder om huvudstaden Addis Abeba. Toppen på Tullu Moje är 2 349 meter över havet, eller 272 meter över den omgivande terrängen. Bredden vid basen är 8,7 km.
Terrängen runt Tullu Moje är huvudsakligen kuperad, men åt sydost är den platt. Runt Tullu Moje är det ganska tätbefolkat, med 179 invånare per kvadratkilometer. Omgivningarna runt Tullu Moje är en mosaik av jordbruksmark och naturlig växtlighet.